# FNC 엔터테인먼트의 음반
이 문서는 FNC 엔터테인먼트에서 발표한 음반 목록이다.

## 2000년대
- 2007년 6월 5일 FT아일랜드 - Cheerful Sensibility
- 2007년 12월 3일 FT아일랜드 - The Refreshment
- 2008년 4월 3일 FT아일랜드 - [Digital Single] 2008 연가 F.T Island
- 2008년 6월 7일 FT아일랜드 - Prologue of F.T.Island:Soyogi[1]
- 2008년 8월 25일 FT아일랜드 - Colorful Sensibility Part 1
- 2008년 10월 17일 FT아일랜드 - Colorful Sensibility Part 2
- 2008년 10월 23일 FT아일랜드 - First Island (Live Album)
- 2008년 12월 3일 FT아일랜드 - [Japan Digital Single] The One
- 2009년 2월 11일 FT아일랜드 - Jump Up
- 2009년 4월 22일 FT아일랜드 - [Japan Digital Single] I Believe Myself
- 2009년 5월 14일 FT아일랜드 - Rock Prince (2nd Live Concert)
- 2009년 7월 16일 FT아일랜드 - Cross & Change
- 2009년 8월 19일 씨엔블루 - Now Or Never[2]
- 2009년 10월 13일 FT 트리플 - [Digital Single] One Date
- 2009년 10월 21일 FT아일랜드 - [Japan Digital Single] Raining
- 2009년 10월 26일 FT아일랜드 - Double Date
- 2009년 11월 25일 씨엔블루 - Voice[3]
- 2009년 12월 16일 FT아일랜드 - So long,Au revoir

## 2010년대
- 2010년 1월 14일 씨엔블루 - Bluetory
- 2010년 1월 23일 씨엔블루 - The Way
- 2010년 3월 20일 씨엔블루 - ThankU
- 2010년 4월 15일 FT아일랜드 - FTIsland Japan Special Album VOL.1
- 2010년 4월 16일 FT아일랜드 - Japan Special Album Vol.1
- 2010년 5월 19일 FT아일랜드 - [Japan Digital Single] Flower Rock
- 2010년 5월 19일 씨엔블루 - Bluelove
- 2010년 6월 22일 FT아일랜드 - Flower Rock
- 2010년 7월 14일 FT아일랜드 - [Japan Digital Single] Brand-new days
- 2010년 8월 25일 FT아일랜드 - Beautiful Journey
- 2010년 8월 26일 씨엔블루 - [Japan Digital Single] I don't know why
- 2010년 10월 7일 이종현, 강민혁 - 어쿠스틱 OST Part.2[4]
- 2010년 10월 20일 FT아일랜드 - [Digital Single] TWENTYth Urban
- 2010년 11월 11일 오원빈 - [Digital Single] 사랑해 또 사랑해
- 2010년 11월 17일 FT아일랜드 - [Japan Digital Single] So today...
- 2011년 1월 9일 씨엔블루 - [Japan Digital Single] RE-MAINTENANCE
- 2011년 1월 14일 정용화 - [Digital Single] 처음 사랑하는 연인들을 위해 (반말송)
- 2011년 1월 19일 오원빈 - Oh Won Bin 1st Mini Album[5]
- 2011년 3월 14일 오원빈 - C'mon Girl
- 2011년 3월 21일 씨엔블루 - First Step
- 2011년 4월 20일 FT아일랜드 - [Japan Digital Single] Satisfaction
- 2011년 4월 26일 씨엔블루 - First Step +1(Plus One) Thank You
- 2011년 4월 29일 주니엘 - Ready Go
- 2011년 5월 18일 FT아일랜드 - Five Treasure Island
- 2011년 5월 24일 FT아일랜드 - RETURN
- 2011년 6월 21일 오원빈 - Good For You
- 2011년 7월 6일 강민혁 - 넌 내게 반했어 OST Part.2
- 2011년 7월 12일 주니엘 - Dream & Hope
- 2011년 7월 21일 FT아일랜드 - [Japan Digital Single] Let It Go!
- 2011년 9월 1일 씨엔블루 - 392
- 2011년 9월 28일 FT아일랜드 - Best Recommendation For Japan - Our Favorite Korean Songs
- 2011년 9월 29일 오원빈 - To The Star
- 2011년 10월 10일 FT아일랜드 - MEMORY IN FTISLAND
- 2011년 10월 19일 씨엔블루 - In My Head
- 2011년 11월 2일 주니엘 - Forever
- 2011년 11월 30일 FT아일랜드 - [Japan Digital Single] Distance
- 2011년 12월 1일 M시그널 - 1ST MINI ALBUM 옷자락이라도
- 2012년 1월 19일 M시그널 - [Digital Single] 둘이서
- 2012년 1월 31일 FT아일랜드 - GROWN-UP
- 2012년 2월 1일 씨엔블루 - [Japan Digital Single] Where You Are
- 2012년 2월 15일 주니엘 - Sakura~todokanu omoi
- 2012년 3월 14일 씨엔블루 - Voice (re-realease)
- 2012년 3월 26일 씨엔블루 - EAR FUN
- 2012년 4월 18일 FT아일랜드 - [Japan Digital Single] Neverland
- 2012년 5월 16일 FT아일랜드 - 20 (Twenty)
- 2012년 6월 7일 주니엘 - My First June
- 2012년 7월 8일 이종현 - 신사의 품격 OST Part.5
- 2012년 7월 30일 AOA - Angels` Story
- 2012년 7월 31일 씨엔블루 - [Digital Single] Friday
- 2012년 8월 1일 씨엔블루 - [Japan Digital Single] Come On
- 2012년 8월 8일 FT아일랜드 - [Japan Digital Single] Top Secret
- 2012년 8월 29일 씨엔블루 - Code Name Blue
- 2012년 9월 10일 FT아일랜드 - FIVE TREASURE BOX
- 2012년 10월 10일 AOA - WANNA BE
- 2012년 11월 20일 주니엘 - 원앤원 (1&1)
- 2012년 11월 28일 FT아일랜드 - [Japan Digital Single] Polar Star
- 2012년 12월 19일 씨엔블루 - [Japan Digital Single] Robot
- 2013년 1월 14일 씨엔블루 - Re:BLUE
- 2013년 3월 6일 주니엘 - JUNI
- 2013년 3월 18일 씨엔블루 - Now or Never (re-released)
- 2013년 3월 27일 FT아일랜드 - [Japan Digital Single] You Are My Life
- 2013년 4월 24일 씨엔블루 - [Japan Digital Single] Blind Love
- 2013년 4월 25일 주니엘 - Fall in L
- 2013년 6월 5일 FT아일랜드 - Rated-FT
- 2013년 7월 13일 FT아일랜드 - Shiawa Theory
- 2013년 7월 18일 주니엘 - [Digital Single] DOKKUN Project part 3
- 2013년 7월 24일 FT아일랜드 - [Japan Digital Single] シアワセオリー
- 2013년 7월 26일 AOA 블랙- [Digital Single] MOYA
- 2013년 7월 31일 씨엔블루 - [Japan Digital Single] Lady
- 2013년 8월 23일 씨엔블루 - [Digital Single] GALAXY Music
- 2013년 8월 28일 씨엔블루 - What turns you on?
- 2013년 9월 18일 FT아일랜드 - The Singles Collection
- 2013년 9월 23일 FT아일랜드 - Thanks To
- 2013년 10월 1일 엔플라잉 - BASKET
- 2013년 10월 15일 AOA - [Digital Single] RED MOTION
- 2013년 10월 21일 유나 - 미래의 선택 OST Part.2
- 2013년 11월 18일 FT아일랜드 - The Mood
- 2013년 11월 26일 씨엔블루 - PRESENT
- 2013년 12월 9일 이종현,주니엘 - [Digital Single] Romantic J
- 2014년 1월 1일 엔플라잉 - One and Only
- 2014년 1월 9일 송승현, 송은이 - [Digital Single] 나이-키[6]
- 2014년 1월 16일 AOA - 짧은 치마
- 2014년 1월 22일 FT아일랜드 - [Japan Digital Single] Beautiful
- 2014년 2월 2일 FT아일랜드 - Mitaiken Future
- 2014년 2월 5일 씨엔블루 - Korea Best Album `Present`
- 2014년 2월 23일 씨엔블루 - [Japan Digital Single] Truth
- 2014년 2월 24일 씨엔블루 - Can't Stop
- 2014년 3월 3일 이재진 - 백년의 신부 OST Part.1
- 2014년 3월 17일 초아 - 백년의 신부 OST Part.3
- 2014년 4월 2일 FT아일랜드 - [Japan Digital Single] 未体験Future
- 2014년 4월 16일 주니엘 - [Digital Single] 다음날
- 2014년 5월 28일 씨엔블루 - [Digital Single] Ryu Can Do It
- 2014년 5월 28일 FT아일랜드 - New Page
- 2014년 6월 19일 AOA - 단발머리
- 2014년 8월 14일 이종현 - [Digital Single] 사실은 말야[7]
- 2014년 8월 20일 씨엔블루 - [Japan Digital Single] Go your way
- 2014년 9월 17일 씨엔블루 - WAVE
- 2014년 9월 29일 주니엘 - 연애하나 봐
- 2014년 10월 1일 AOA - [Japan Digital Single] ミニスカート
- 2014년 10월 2일 FT아일랜드 - FTISLAND JAPAN BEST `ALL ABOUT`
- 2014년 10월 15일 FT아일랜드 - [Japan Digital Single] To The Light
- 2014년 11월 11일 AOA - 사뿐사뿐
- 2014년 12월 23일 정용화 - [Digital Single] 별,그대
- 2015년 1월 9일 정용화 - [Digital Single] 마일리지 (Mileage)[8]
- 2015년 1월 20일 정용화 - 어느 멋진 날
- 2015년 2월 25일 AOA - [Japan Digital Single] Like a Cat
- 2015년 2월 27일 지민 - 언프리티 랩스타 Track 2[9]
- 2015년 3월 13일 지민 - 언프리티 랩스타 Track 4[10]
- 2015년 3월 20일 지민 - 언프리티 랩스타 Semi Final 1[11]
- 2015년 3월 23일 FT아일랜드 - I WILL
- 2015년 4월 8일 씨엔블루 - [Japan Digital Single] White
- 2015년 4월 28일 지민 엔 제이던 - [Digital Single] N PROJECT#1 GOD
- 2015년 5월 13일 FT아일랜드 - 5.....Go
- 2015년 5월 20일 엔플라잉 - 기가 막혀
- 2015년 6월 22일 AOA - Heart Attack
- 2015년 7월 29일 AOA - [Japan Digital Single] 胸キュン (Heart Attack)
- 2015년 7월 31일 AOA - [China Digital Single] 심쿵해 (Heart Attack)
- 2015년 8월 16일 FT아일랜드 - [Japan Digital Single] Where's My Puppy
- 2015년 8월 21일 주니엘 - [Digital Single] Sorry
- 2015년 8월 31일 FT아일랜드 - [Digital Single] PUPPY
- 2015년 9월 14일 씨엔블루 - 2gether
- 2015년 9월 16일 FT아일랜드 - [Japan Digital Single] PUPPY
- 2015년 9월 30일 씨엔블루 - Colors
- 2015년 10월 22일 엔플라잉 - [Digital Single] Lonely
- 2015년 10월 26일 AOA - Ace of Angels
- 2015년 11월 4일 초아 - [Digital Single] 투유 프로젝트 - 슈가맨 Part.3[12]
- 2015년 11월 12일 씨엔블루 - [Digital Single] 신데렐라 Remix
- 2015년 11월 17일 AOA - SBS MTV 매시업 K-Pop Remix 제1탄[13]
- 2015년 11월 18일 이홍기 - FM302
- 2015년 11월 26일 정용화 - JUNG YONG HWA 1ST CONCERT`ONE FINE DAY`
- 2015년 12월 9일 이노베이터 - [Digital Single] iiF[14]
- 2015년 12월 9일 이홍기 - AM302
- 2015년 12월 10일 정형돈 - [Digital Single] 돈 워리 뮤직 Vol.1[15]
- 2015년 12월 17일 정형돈 - [Digital Single] 돈 워리 뮤직 Vol.2[16]
- 2015년 12월 17일 초아 - [Digital Single] 불꽃
- 2016년 1월 15일 정용화 - [Digital Single] 교감[17]
- 2016년 1월 29일 이노베이터 - [Digital Single] I Remember
- 2016년 2월 12일 AOA 크림 - [Digital Single] 질투 나요 BABY
- 2016년 2월 12일 엔플라잉 - [Japan Digital Single] Knock Knock
- 2016년 3월 3일 지민 - [Digital Single] 야 하고 싶어
- 2016년 4월 6일 씨엔블루 - BLUEMING
- 2016년 4월 20일 AOA - [Japan Digital Single] 愛をちょうだい
- 2016년 4월 30일 이국주 - [Digital Single] LOVE챌린지[18]
- 2016년 5월 6일 강민혁 - 딴따라 OST Part.4
- 2016년 5월 11일 씨엔블루 - [Japan Digital Single] Puzzle
- 2016년 5월 16일 AOA - Good Luck
- 2016년 7월 6일 엔플라잉 - [Japan Digital Single] Endless Summer
- 2016년 7월 18일 FT아일랜드 - Where's the truth
- 2016년 8월 17일 씨엔블루 - CNBLUE COME TOGETHER TOUR DVD
- 2016년 9월 6일 이노베이터 - [Digital Single] Mom`s Favorite
- 2016년 9월 17일 유재석 - [Digital Single] Dancing King[19]
- 2016년 9월 24일 이정신 - 신데렐라와 네 명의 기사 OST Part.9[20]
- 2016년 10월 5일 SF9 - Feeling Sensation
- 2016년 10월 28일 유나 - 매콤달콤 OST[21]
- 2016년 11월 30일 AOA - RUNWAY
- 2016년 12월 22일 SF9 - [Digital Single] 너와 함께라면 (So Beautiful)
- 2017년 1월 2일 AOA - ANGEL`S KNOCK
- 2017년 1월 12일 정형돈 - [Digital Single] 도니의 히트제조기[22]
- 2017년 2월 6일 SF9 - Burning Sensation
- 2017년 3월 9일 유회승 - [Digital Single] 나야 나 (PICK ME)[23]
- 2017년 3월 20일 씨엔블루 - 7°CN
- 2017년 3월 26일 초아 - [Digital Single] 싱포유 - 여덟번째 이야기[24]
- 2017년 4월 12일 FT아일랜드 - United Shadows
- 2017년 4월 18일 SF9 - Breaking Sensation
- 2017년 4월 26일 SF9 - [Japan Digital Single] Fanfare
- 2017년 5월 6일 유회승 - [Digital Single] 나야 나 (PICK ME) (Piano Ver.)[23]
- 2017년 5월 10일 씨엔블루 - [Japan Digital Single] SHAKE
- 2017년 5월 17일 허니스트 - [Digital Single] 반하겠어
- 2017년 5월 28일 FT아일랜드 - [Digital Single] FTISLAND 10th Anniversary Special Digital Single
- 2017년 6월 7일 FT아일랜드 - Over 10 Years[25]
- 2017년 6월 7일 SF9 - [Japan Digital Single] Fanfare
- 2017년 6월 28일 찬미 - [Digital Single] Look At Mi
- 2017년 7월 19일 정용화 - Do Disturb
- 2017년 8월 2일 엔플라잉 - THE REAL:N.Flying
- 2017년 8월 2일 SF9 - [Japan Digital Single] Easy Love
- 2017년 8월 9일 정용화 - Summer Dream
- 2017년 8월 23일 FT아일랜드 - [Japan Digital Single] Paradise
- 2017년 8월 27일 이홍기 - [Digital Single] 판타스틱 듀오 2 Part.13[26]
- 2017년 9월 13일 재윤,허니스트 - 란제리 소녀시대 OST Part.1
- 2017년 9월 14일 유회승 - 크리미널마인드 OST Part.2
- 2017년 10월 1일 박광현 - [Digital Single] 판타스틱 듀오 2 Part.16[27]
- 2017년 10월 12일 SF9 - Knights Of The Sun
- 2017년 10월 26일 지민 - [Digital Single] 할렐루야 (Hallelujah)
- 2017년 11월 22일 허니스트 - [Digital Single] 연애하고 싶은데요
- 2017년 11월 30일 지민 - [Digital Single] 믹스앤더시티 Part.1[28]
- 2017년 12월 13일 SF9 - [Japan] Sensational Feeling Nine
- 2017년 12월 21일 지민 - [Digital Single] 믹스앤더시티 Part.4[29]
- 2017년 12월 25일 송은이 - [Digital Single] 3도[30]
- 2018년 1월 3일 엔플라잉 - THE HOTTEST : N.Flying
- 2018년 1월 19일 지민 - [Digital Single] Hey
- 2018년 1월 24일 송은이 - [Digital Single] 셀럽 No.1[31]
- 2018년 1월 27일 지민,유나 - 화유기 OST Part.5
- 2018년 2월 26일 SF9 - Mamma Mia
- 2018년 3월 3일 허니스트 - 한입만 OST
- 2018년 3월 28일 씨엔블루 - CNBLUE [BETWEEN US] TOUR DVD
- 2018년 4월 8일 이홍기, 유회승 - [Digital Single] 사랑을 했었다
- 2018년 4월 25일 엔플라잉 - 연애포차 OST Part.4
- 2018년 4월 25일 이홍기 - 스위치 - 세상을 바꿔라 OST Part.4
- 2018년 5월 10일 해윤 - [Digital Single] 내꺼야 (Pick Me)[32]
- 2018년 5월 16일 엔플라잉 - HOW ARE YOU?
- 2018년 5월 23일 SF9 - [Japan Digital Single] マンマミーア！
- 2018년 5월 26일 정용화 - Letter
- 2018년 5월 28일 AOA - Bingle Bangle
- 2018년 6월 15일 엔플라잉 - [Japan] HOW R U TODAY?
- 2018년 7월 23일 이홍기 - [Digital Single] 이타카로 가는 길 Part.2[33]
- 2018년 7월 24일 강민혁 - 개가수 프로듀서 - 스트리밍[34]
- 2018년 7월 26일 FT아일랜드 - WHAT IF
- 2018년 7월 30일 이홍기 - [Digital Single] 이타카로 가는 길 Part.3[35]
- 2018년 7월 31일 SF9 - SENSUOUS
- 2018년 7월 31일 허니스트 - 한입만 OST Part.2
- 2018년 8월 5일 이홍기 - [Digital Single] 이타카로 가는 길 Part.4[36]
- 2018년 8월 9일 SF9 - 아는 와이프 OST Part.1
- 2018년 8월 12일 이홍기 - [Digital Single] 이타카로 가는 길 Part.5[33]
- 2018년 8월 19일 이홍기 - [Digital Single] 이타카로 가는 길 Part.6[37]
- 2018년 8월 22일 FT아일랜드 - [Japan Digital Single] Pretty Girl
- 2018년 8월 26일 이홍기 - [Digital Single] 이타카로 가는 길 Part.7[38]
- 2018년 9월 6일 엔플라잉 - 아는 와이프 OST Part.4
- 2018년 10월 5일 유회승 - [Digital Single] 김형석 with Friends Pop & Pop Collaboration #2 유회승(N.Flying) X O.ZO
- 2018년 10월 9일 이홍기 - [Digital Single] I AM[39]
- 2018년 10월 18일 이홍기 - Do n Do
- 2018년 10월 26일 엔플라잉 - [Digital Single] 꽃[40]
- 2018년 10월 31일 SF9 - [Japan Digital Single] NOW OR NEVER
- 2018년 11월 19일 송은이 - [Digital Single] 셔터[41]
- 2018년 12월 10일 박광현 - 끝까지 사랑 OST
- 2018년 12월 17일 FNC 엔터 - [Digital Single] It’s Christmas
- 2019년 1월 2일 엔플라잉 - [Digital Single]  옥탑방[42](엔플라잉의 첫 번째 1위곡)
- 2019년 1월 21일 체리블렛 - [Digital Single] Let's Play Cherry Bullet
- 2019년 2월 20일 SF9 - NARCISSUS
- 2019년 3월 20일 SF9 - [Japan] ILLUMINATE
- 2019년 3월 21일 위자월, 토니 - [Digital Single] _지마 (X1-MA)[43]
- 2019년 4월 8일 정형돈 - 국민 여러분! OST Part.1[44]
- 2019년 4월 24일 엔플라잉 - 봄이 부시게[45]
- 2019년 5월 22일 엔플라잉 - [Japan] BROTHERHOOD
- 2019년 5월 22일 체리블렛 - [Digital Single] LOVE ADVENTURE
- 2019년 6월 17일 SF9 - RPM
- 2019년 8월 19일 송은이 - [Digital Single] 안 본 눈 삽니다[41]
- 2019년 9월 6일 유재필 - [Digital Single] 클라쓰
- 2019년 9월 9일 FT아일랜드 - Zapping
- 2019년 9월 13일 AOA - 퀸덤 Part.1[46]
- 2019년 9월 11일 SF9 - [Japan Digital Single] RPM
- 2019년 10월 15일 엔플라잉 - 야호(夜好)
- 2019년 10월 25일 AOA - [Digital Single] Sorry[47]
- 2019년 11월 3일 유나 - 날 녹여주오 OST
- 2019년 11월 16일 유재석 - [Digital Single] 뽕포유
- 2019년 11월 26일 AOA - NEW MOON
- 2019년 12월 20일 엔플라잉 - [Digital Single] 다들어줄개 III

## 2020년대
- 2020년 1월 4일 유재석 - [Digital Single] 사랑의 재개발 2
- 2020년 1월 7일 SF9 - FIRST COLLECTION
- 2020년 1월 9일 유나 - 99억의 여자 OST Part.6
- 2020년 2월 5일 이홍기 - [Digital Single] Mixtape
- 2020년 2월 8일 SF9 - [Digital Single] 투유 프로젝트 - 슈가맨3 Part.9[48]
- 2020년 2월 11일 체리블렛 - [Digital Single] 무릎을 탁 치고 (Hands up)
- 2020년 2월 15일 엔플라잉 - [Digital Single] 투유 프로젝트 - 슈가맨3 Part.10[49]
- 2020년 3월 15일 유나 - 빅픽처 하우스 OST Part.1
- 2020년 3월 28일 유재석 - [Digital Single] 이별의 정류장[50]
- 2020년 4월 4일 유재석 - [Digital  Single] 놀면 뭐하니? 방구석 콘서트[51]
- 2020년 5월 19일 정용화 - [Digital Single] 화답(和答)프로젝트 Vol.1
- 2020년 6월 10일 엔플라잉 - So, 通 (소통)
- 2020년 6월 17일 SF9 - [Japan Digital Single] Good Guy
- 2020년 7월 6일 SF9 - 9loryUS
- 2020년 7월 9일 보라 - 반예인 OST Part.1[52]
- 2020년 7월 11일 싹쓰리[53] - [Digital Single] 여름 안에서
- 2020년 7월 18일 싹쓰리 - [Digital Single] 다시 여름 바닷가
- 2020년 7월 24일 엔플라잉 - [Digital Single] STARLIGHT
- 2020년 7월 25일 싹쓰리 - [Digital Single] 그 여름을 틀어줘
- 2020년 8월 1일 싹쓰리 - 두리쥬와 X LINDA X 신난다[54]
- 2020년 8월 6일 체리블렛 - [Digital Single] 알로하오에 (Aloha Oe)
- 2020년 8월 싹쓰리 - 싹쓰리 SPECIAL ALBUM
- 2020년 9월 4일 휘영,인성 - 독고빈은 업뎃중 OST Part.1
- 2020년 9월 26일 엔플라잉 - 앨리스 OST Part.4
- 2020년 10월 5일 SF9 - [Digital Single] SPECIAL HISTORY BOOK
- 2020년 10월 16일 SF9 - [Japan Digital Single] Summer Breeze
- 2020년 10월 28일 P1Harmony - DISHARMONY : STAND OUT
- 2020년 10월 29일 정용화 - 나를 사랑한 스파이 OST Part.1
- 2020년 11월 7일 유회승 - 나를 사랑한 스파이 OST Part.3
- 2020년 11월 17일 씨엔블루 - RE-CODE
- 2021년 1월 11일 엔플라잉 - 암행어사:조선비밀수사단 OST Part.1
- 2021년 1월 14일 찬희 - 여신강림 OST Part.5
- 2021년 1월 20일 체리블렛 - Cherry Rush
- 2021년 2월 5일 찬희 - 여신강림 OST Part.5
- 2021년 2월 12일 초아 - 도시남녀의 사랑법 OST Part.9
- 2021년 2월 22일 이승협 - [Digital Single] ON THE TRACK
- 2021년 4월 14일 정용화 - 대박부동산 OST Part.1
- 2021년 4월 20일 P1Harmony - DISHARMONY : BREAK OUT
- 2021년 4월 23일 SF9 - [Digital Single] 킹덤 <RE-BORN> Part.1[55]
- 2021년 5월 28일 SF9 - [Digital Single] 숨 |Believer|[56]
- 2021년 6월 7일 엔플라잉 - Man on the Moon
- 2021년 6월 23일 씨엔블루 - [Japan] ZOOM
- 2021년 6월 30일 엔플라잉 - [Japan Digital Single] Amnesia
- 2021년 7월 5일 SF9 - TURN OVER
- 2021년 7월 7일 이홍기 - [Digital Single] 다시 사랑할 수 있을까[57]
- 2021년 7월 8일 이홍기 - [Digital Single] 엘소드 OST : El's Word
- 2021년 8월 16일 이홍기 - [Digital Single] 더 플레이리스트 Special
- 2021년 8월 17일 엔플라잉 - 로드 오브 히어로즈 OST Part.1
- 2021년 8월 22일 문세윤 - [Digital Single] 은근히 낯가려요
- 2021년 9월 11일 이홍기 - [Digital Single] [Vol.109] 유희열의 스케치북 : 일흔 한번째 목소리 '유스케 X 이홍기 (FT아일랜드)'
- 2021년 9월 18일 FT아일랜드 - [Digital Single] [Vol.110] 유희열의 스케치북 : 일흔 두번째 목소리 '유스케 X FT아일랜드'
- 2021년 10월 3일 재윤 - 러브 인 블랙홀 OST Part.2
- 2021년 10월 6일 엔플라잉 - TURBULENCE
- 2021년 10월 20일 씨엔블루 - WANTED
- 2021년 11월 6일 유회승 - [Digital Single] [Vol.114] 유희열의 스케치북 : 일흔 다섯번째 목소리 '유스케 X 유회승(엔플라잉), HYNN(박혜원)'[58]
- 2021년 11월 16일 해윤 - 연모 OST Part.6[59]
- 2021년 11월 22일 SF9 - RUMINATION
- 2021년 11월 23일 로운 - 연모 OST Part.7
- 2021년 12월 10일 FT아일랜드 - LOCK UP
- 2021년 12월 30일 SF9 - [Digital Single] Savior
- 2022년 1월 3일 P1Harmony - DISHARMONY : FIND OUT
- 2022년 1월 21일 FT아일랜드 - [Digital Single] 이홍기의 플레이리스트 <ONCE>
- 2022년 1월 24일 유재필 - [Digital Single] 우리 흥
- 2022년 2월 28일 차훈 - 카밍시그널 멍냥멍냥 OST[60]
- 2022년 3월 2일 체리블렛 - Cherry Wish
- 2022년 3월 4일 인성 - [Digital Single] 왓챠 오리지널 <더블 트러블> 5th EP History – ‘Back Door’[61]
- 2022년 3월 10일 P1Harmony - [Digital Single] Do It Like This (English Ver.)
- 2022년 4월 2일 이승협 - 내일 OST Part.1
- 2022년 4월 27일 문세윤 - [Digital Single] 쑥맥
- 2022년 5월 2일 유회승 - 내일 OST Part.4
- 2022년 5월 11일 인성 - 두 명의 우주 OST
- 2022년 5월 14일 찬희 - 미라클 OST Part.2
- 2022년 5월 23일 보라 - 내일 OST Part.6
- 2022년 5월 26일 P1Harmony - [Digital Single] Gotta Get Back[62]
- 2022년 6월 4일 찬희 - 미라클 OST Part.5
- 2022년 6월 11일 찬희,휘영 - 미라클 OST Part.6[63]
- 2022년 6월 25일 유회승 - 닥터로이어 OST Part.3
- 2022년 6월 29일 SF9 - [Japan] The Best 〜Dear Fantasy〜
- 2022년 7월 13일 SF9 - THE WAVE OF9
- 2022년 7월 20일 P1Harmony - HARMONY : ZERO IN
- 2022년 8월 13일 체리블렛 - Listen-Up(리슨업) EP.3[64]
- 2022년 10월 1일 엔플라잉 - [Digital Single] 너에게로 가는 길 (영화 '동감' X 엔플라잉 (N.Flying))
- 2022년 10월 17일 엔플라잉 - Dearest
- 2022년 11월 30일 P1Harmony - HARMONY : SET IN
- 2022년 12월 7일 정해인 - 커넥트 OST
- 2023년 1월 9일 SF9 - The Piece of 9
- 2023년 2월 16일 유회승 - 엘소드 OST : Destiny
- 2023년 3월 7일 체리블렛 - Cherry Dash
- 2023년 3월 10일 엔플라잉 - 모범택시2 OST Part.4
- 2023년 3월 22일 이홍기 - [Digital Single] 아모르 파티
- 2023년 4월 16일 유회승 - [Digital Single] 오빠는...
- 2023년 4월 21일 P1Harmony - [Digital Single] Super Chic[65]
- 2023년 5월 13일 다원 - 너의 X같은 스무살 OST Part.3
- 2023년 5월 18일 이홍기 - [Digital Single] 한사람만 (2023) (여름날 우리 X 이홍기 (FT아일랜드))
- 2023년 5월 20일 엔플라잉 - [Digital Single] Once In A Blue Moon
- 2023년 5월 22일 SF9 - 스타스트럭 OST Part.1
- 2023년 6월 8일 P1Harmony - HARMONY : ALL IN
- 2023년 6월 9일 P1Harmony - [Digital Single] Jump (English Version)
- 2023년 6월 14일 이홍기 - [Digital Single] 희재, 삭제
- 2023년 6월 26일 유회승 - [Digital Single] 새벽 가로수길 (2023) (여름날 우리 X 백지영, 유회승 (엔플라잉))[66]
- 2023년 6월 26일 Hi-Fi Un!corn - [Digital Single] Over The Rainbow
- 2023년 7월 2일 엔플라잉 - [Digital Single] Lover
- 2023년 7월 19일 다원 - [Digital Single] 걸어서 차트 속으로 Part.3
- 2023년 7월 26일 이홍기 - [Digital Single] 비도 오고 그래서
- 2023년 8월 13일 휘영 - [Digital Single] Drive5
- 2023년 8월 28일 보라 - 순정복서 OST Part.2
- 2023년 9월 7일 FT아일랜드 - Sage
- 2023년 9월 14일 정용화 - YOUR CITY
- 2023년 10월 16일 정용화 - [Digital Single] It's Live X 정용화
- 2023년 10월 27일 FT아일랜드 - [Digital Single] 사랑하는 법을 몰라서 (2023)
- 2023년 10월 28일 유회승 - [Digital Single] [THE 시즌즈 VolⅡ. 7] <악뮤의 오날오밤> ReːWake x 유회승
- 2023년 10월 30일 테오 - 혼례대첩 OST Part.1
- 2023년 10월 30일 엄태민 - 혼례대첩 OST Part.2
- 2023년 11월 9일 P1Harmony - [Digital Single] Fall In Love Again
- 2023년 11월 15일 앰퍼샌드원 - [Digital Single] AMPERSAND ONE
- 2023년 11월 27일 인성 - 혼례대첩 OST Part.3
- 2023년 11월 29일 Hi-Fi Un!corn - [Digital Single] U&I
- 2023년 11월 30일 유회승 - 내가 죽기로 결심한 것은 OST Part.2
- 2023년 12월 9일 휘영 - [Digital Single] HBD
- 2023년 12월 10일 FT아일랜드 - [Digital Single] 마중[67]
- 2024년 1월 8일 SF9 - Sequence
- 2024년 1월 20일 인성 - 내 귀에 띵곡 Part.10[68]
- 2024년 2월 5일 P1Harmony - 때깔 (Killin' It)
- 2024년 3월 2일 Hi-Fi Un!corn - [Digital Single] ABC Is
- 2024년 3월 7일 보라 - 브랜딩 인 성수동 OST Part.5
- 2024년 3월 14일 FT아일랜드 - [Digital Single] 베르사이유의 장미 (웹툰 ‘세이렌’ X FTISLAND (FT아일랜드))
- 2024년 3월 26일 앰퍼샌드원 - [Digital Single] ONE HEARTED
- 2024년 4월 9일 엔플라잉 - 선재 업고 튀어 OST Part.2
- 2024년 5월 6일 유회승 - 선재 업고 튀어 OST Part.6
- 2024년 5월 6일 인성 - 이사장님은 9등급 OST Part.1
- 2024년 5월 13일 P1Harmony - [Digital Single] 때깔 (Killin' It) (English Version)
- 2024년 6월 20일 휘영 - [Digital Single] Traveling Fish
- 2024년 6월 25일 엔플라잉 - [Digital Single] 네가 내 마음에 자리 잡았다
- 2024년 6월 27일 FT아일랜드 - [Digital Single] BURN IT[69]
- 2024년 7월 10일 FT아일랜드 - Serious
- 2024년 8월 6일 유재필 - [Digital Single] 양양가자냥냥
- 2024년 8월 19일 SF9 - FANTASY
- 2024년 9월 20일 P1Harmony - SAD SONG
- 2024년 10월 5일 정해인 - 엄마친구아들 OST Part.7
- 2024년 10월 6일 유태양 - [Digital Single] 안아줘
- 2024년 10월 8일 P1Harmony - [Digital Single] 스테이지 파이터(STF) Original Vol.2
- 2024년 10월 9일 씨엔블루 - [Japan Digital Single] 인생찬가
- 2024년 10월 14일 씨엔블루 - X
- 2024년 10월 22일 앰퍼샌드원 - ONE QUESTION
- 2024년 10월 27일 유회승 - [Digital Single] 추억은 만남보다 이별에 남아[70]
- 2024년 10월 29일 유회승 - [Digital Single] 스테이지 파이터(STF) Original Vol.4[71]
- 2024년 11월 10일 유회승 - [Digital Single] 미워하다, 그리워하고
- 2025년 2월 7일 문세윤 - [Digital Single] 가르쳐줘[72]
- 2025년 3월 11일 SF9 - LOVE RACE
- 2025년 4월 8일 앰퍼샌드원 - WILD & FREE
- 2025년 4월 15일 문세윤 - [Digital Single] 벌써 일년[73]
- 2025년 5월 5일 FT아일랜드 - [Digital Single] 행복 이론
- 2025년 5월 6일 AxMxP - 사계의 봄 OST Part.1
- 2025년 5월 8일 P1Harmony - DUH!
- 2025년 5월 21일 FT아일랜드 - 불꽃야구 OST Part.1
- 2025년 5월 22일 이승협 - 사계의 봄 OST Part.4
- 2025년 5월 28일 엔플라잉 - Everlasting
- 2025년 5월 28일 Hi-Fi Un!corn - 사계의 봄 OST Part.5
- 2025년 6월 4일 Hi-Fi Un!corn - 사계의 봄 OST Part.6
- 2025년 6월 11일 유회승 - 사계의 봄 OST Part.7
- 2025년 6월 25일 하유준 - 사계의 봄 OST Part.9
- 2025년 7월 1일 문세윤 - [Digital Single] 그대로 있어주면 돼[74]
- 2025년 7월 2일 하유준,이승협 - 사계의 봄 OST Part.10[75]
- 2025년 7월 3일 정용화 - One Last Day
- 2025년 7월 6일 이홍기 - [Digital Single] 비오니까
- 2025년 7월 19일 FT아일랜드 - [Digital Single] THUNDERSTORM
- 2025년 8월 12일 앰퍼샌드원 - LOUD & PROUD
- 2025년 9월 10일 AxMxP - 미정
- 2025년 9월 17일 FT아일랜드 - [Japan] Instinct
- 2025년 9월 26일 P1Harmony - EX